# 厄尔德
厄尔德（德語：Oelde，發音：[ˈœldə] ⓘ）是德国北莱茵-威斯特法伦州明斯特行政区瓦伦多夫县的城市，面积102.77平方千米，2023年12月31日人口为29,783人。